# Blackbeard
|  | Denne artikel handler om en fiktiv person inspireret den virkelige Edward Teach, også kendt som Blackbeard, se Sortskæg. |
Blackbeard er en fiktiv karakter i animeen og mangaen One Piece. Han er kaptajn for en meget lille piratgruppe, der inkluderer Van Oger – en snigskytte, Jesus Bargess – en bryder og rorgænger, Doc Q – en læge og Raffit – en tidligere sherif fra West Blue. Hans rigtige navn er Marshall D. Teach.
Alle medlemmer af banden tror på teorierne om skæbnen. De går ovenikøbet så vidt som at dele eksploderende æbler ud og skyde havmåger ned for at finde ud af hvem, skæbnen har valgt til at overleve.

## Personlighed
Da vi først ser Blackbeard virker han afslappet og sorgløs, men han er i virkeligheden langt mere ondskabsfuld. Han har ingen sans for moral, da han tror, at skæbnen bestemmer folks værdi og derfor mener, at det kan være retfærdigt at dræbe de svage. Han hørte engang til Whitebeards piratbande, men pludselig dræbte han et andet bandemedlem af grunde, som endnu ikke kendes. Dette er bare et enkelt eksempel på hans brutale adfærd. Dog værdisætter han drømme ligeså meget som skæbnen og holder en inspirerende tale for Ruffy om dette.

## Historie
Der vides ikke meget om Blackbeards fortid, men engang var han medlem af Whitebeards piratflåde i mange år. Pludselig, myrdede han kaptajnen fra 4.Divisionen fordi han havde fået den djævlefrugt som Blackbeard ville havde , hvorefter han stak af og fik Portgas D. Ace på halsen. Kort efter formede han en lille bande af ekstremt stærke pirater og plyndrede kongeriget Drum, hvilket tvang selv kong Wapol til at flygte.

### Jaya
Efter Ruffys sejr over Crocodile i Alabasta, viste Raffit sig til et topmøde i Verdensregeringen for at overtale dem til at lade Blackbeard overtage Crocodiles plads i De Syv Samuraier, men først skulle Blackbeard opbygge sig et større ry.
Blackbeard var i Jaya på samme tid som Ruffy. Selv ved deres første møde ser man dem rivalisere lidt, da de kommer op at slås over, hvor god maden i en bar er. Så bryder værthusslagsmålet mod Bellamy løs og da Ruffy og co. går ud af baren, giver han dem en venlig tale om, at pirater aldrig vil stoppe med at drømme. Trods deres ligheder afsløres det senere, at Blackbeard kun var i Jaya for at finde en stærk pirat at dræbe, så han selv kunne blive berømt; så hører han om Ruffys dusør på 100.000.000 dubloner og går efter ham. Det lykkedes ham dog ikke at fange dem, da push-up-strømmen, som sendte Stråhattene til Skypia slog hans skib væk.

## Evner
Blackbeard er uden tvivl en meget stærk pirat. Han besidder ufattelig naturlig styrke og har en massiv kropsbygning. Men i den danske udgave er hans farligste evne ikke blevet afsløret endnu, så her kan den engelske artikel tjekkes.

## Bogstavet D
Blackbeards rigtige navn er Marshall D. Teach, hvilket indikerer en mulig forbindelser til de andre personer med mellemnavnet D. (Monkey D. Ruffy, Portgas D. Ace, Vice-Admiral Monkey D. Garp, Revolutionæren Monkey D. Dragon og Gol D. Roger).